# Evangelische Kirche (Lützelwig)

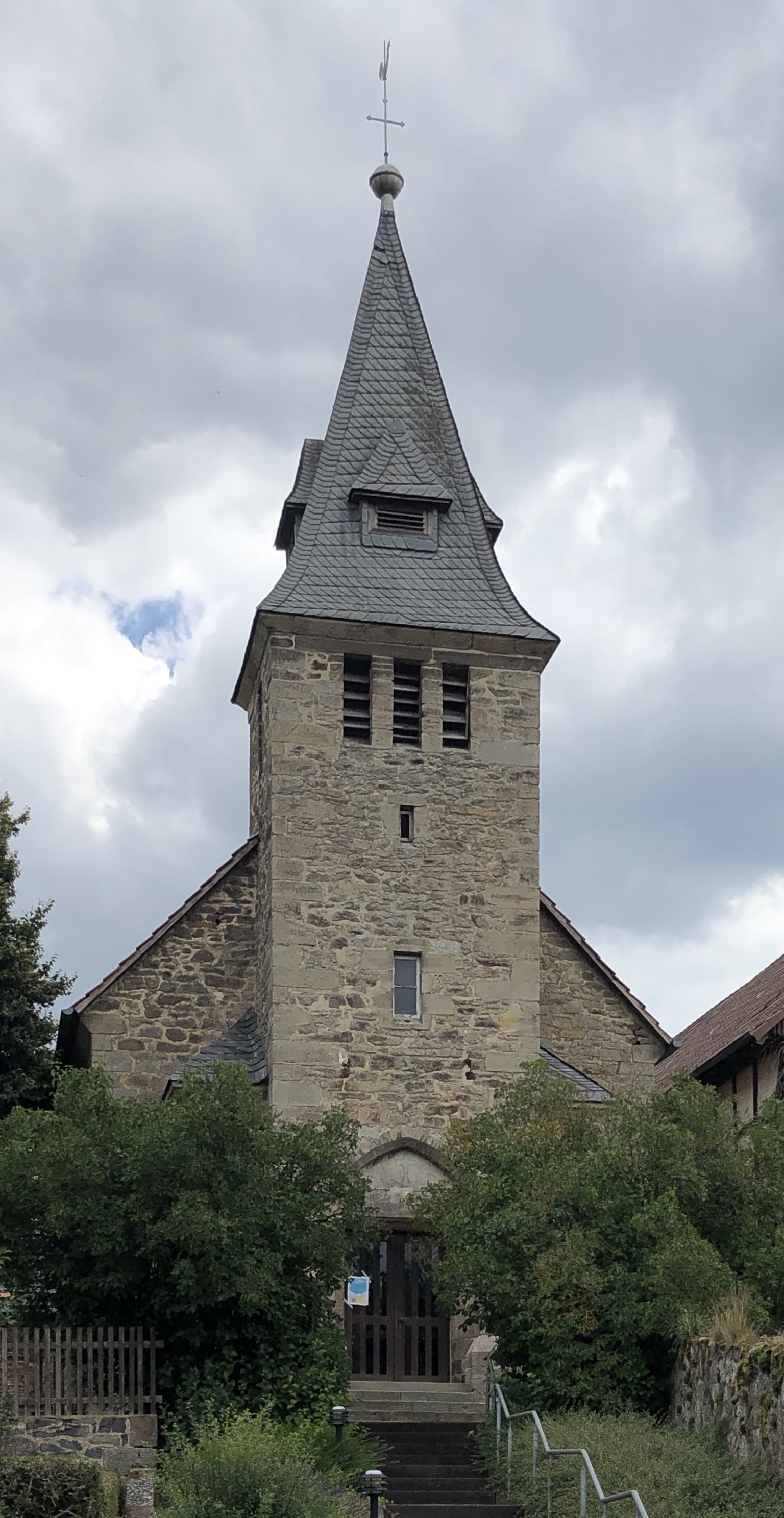
Evangelische Kirche in Lützelwig

Die evangelische Kirche Lützelwig ist ein denkmalgeschütztes Kirchengebäude in Lützelwig, einem Stadtteil von Homberg (Efze) im Schwalm-Eder-Kreis in Hessen. Die Kirchengemeinde gehört zum Kirchenkreis Schwalm-Eder im Sprengel Marburg der Evangelischen Kirche von Kurhessen-Waldeck.

## Beschreibung
Die neugotische Saalkirche wurde 1886 aus Bruchsteinen erbaut. Der Kirchturm, der mit einem hohen Pyramidendach mit Dachgauben bedeckt ist, steht im Westen. In seinem Glockenstuhl hängt eine Kirchenglocke. Der eingezogene, querrechteckige Chor steht im Osten des Kirchenschiffs. Die Sakristei befindet sich unter dem Schleppdach des Chors. Der Innenraum ist mit Emporen versehen. Die Kirchenausstattung stammt aus der Bauzeit.